# Chlorophorus palavanicus
Chlorophorus palavanicus är en skalbaggsart som beskrevs av Aurivillius 1922. Chlorophorus palavanicus ingår i släktet Chlorophorus och familjen långhorningar.
Artens utbredningsområde är Filippinerna. Inga underarter finns listade i Catalogue of Life.